# Henry Tye
Henry Tye (de son nom complet Sze-Hoi Henry Tye, en chinois 戴自海 ou 戴自海, né en 1948 à Hong Kong) est un cosmologiste sino-américain et un théoricien de la physique plus particulièrement connu pour avoir proposé que l'attraction et l'annihilation réciproque d'une brane et d'une antibrane sont la cause de l'inflation cosmique et pour ses travaux sur la théorie des supercordes, la cosmologie branaire et la physique des particules. Il a obtenu son diplôme de Bachelor of Science (B.S.) au California Institute of Technology et son doctorat de physique au Massachusetts Institute of Technology sous la houlette de Francis Low. Il occupe actuellement la chaire Horace White de professeur de physique à l'université Cornell, et il est membre de la Société américaine de physique. Il est également récemment devenu directeur de l'Institute for Advanced Study de la Hong Kong University of Science and Technology (Institut des études avancées de l'université de Hong-Kong pour la science et la technologie).
Avec Georgi (Gia) Dvali, il a suggéré en 1998 l'idée de l'inflation des branes, qui fut ultérieurement intégrée concrètement à la théorie des cordes par Shamit Kachru et ses collaborateurs. Il poursuivit en étudiant de nombreux détails de l'inflation branaire avec son groupe de recherche à Cornell. Il fut responsable du regain d'intérêt pour les cordes cosmiques. Les supercordes cosmiques son produites à la fin de l'inflation branaire du fait de l'annihilation brane-antibrane. Outre les détails de l'inflation branaire, il a travaillé avec ses collaborateurs sur des problèmes en relation avec le domaine des cordes et la cosmologie quantique.
Alan Guth, dans son livre The Inflationary Universe (l'Univers inflationnaire), raconte de quelle façon il a été amené à penser les problèmes qui ont eu pour résultat l'idée de l'inflation cosmique, influencé par Henry Tye à l'époque où ils étaient tous deux post-doctorants à l'université Cornell.
Plus tôt dans sa carrière, Tye s'est impliqué dans de nombreuses et importantes idées telles que la construction du modèle de cordes fermioniques avec Kawai et Lewellen (Kawai-Lewellen-Tye), les supercordes fractionnelles, les grands modèles unifiés des cordes ou le monde des branes.
En 2011, Tye a été nommé directeur du Institute of Advanced Study à la Hong Kong University of Science & Technology. Au préalable, il était titulaire de la chaire Horace White de professeur de physique à l'université Cornell.

## Sagesse
Ses étudiants connaissent bien le Henry Tye test. Ce test sert dans les villes que l'on ne connaît pas bien pour localiser un restaurant acceptable. Il consiste à trouver un restaurant plein de gens, ce qui suggère que la nourriture est correcte. Un tel restaurant est qualifié comme ayant « passé le test de Henry Tye ».